# Pecos County
Das Pecos County ist ein County im Bundesstaat Texas der Vereinigten Staaten. Das U.S. Census Bureau hat bei der Volkszählung 2020 eine Einwohnerzahl von 15.193 ermittelt. Der Sitz der County-Verwaltung (County Seat) befindet sich in Fort Stockton.

## Geographie
Das County liegt im Westen von Texas und hat eine Fläche von 12.341 Quadratkilometern, wovon 3 Quadratkilometer Wasserfläche sind. Es grenzt im Uhrzeigersinn an folgende Countys: Ward County, Crane County, Crockett County, Terrell County, Brewster County, Jeff Davis County und Reeves County.

## Geschichte
Pecos County wurde 1871 aus Teilen des Presidio County gebildet. Benannt wurde es nach dem Pecos River. Als das County am 9. März 1875 mit dem Verwaltungssitz in St. Gall, dem heutigen Fort Stockton, organisiert wurde, lebten etwa 1000 Menschen im County. 1880 gab es 150 Ranches und Farmen, zumeist kleine Siedlerstellen mit weniger als zehn acres Landbesitz, lediglich eine Ranch lag über 500 acres. 1883 wurden Teile des Countys abgetrennt, um Reeves County und Terrell County zu gründen, 1885 wurde ein Teil des Countys an das neu gegründete Val Verde County abgetreten.
Während bis 1890 Getreideanbau die Haupteinnahmequelle der Countybevölkerung war, entwickelte sich ab 1890 das Pecos County zu einem vor allem von der Viehzucht dominierten Bereich. Gab es 1890 nur zwölf Ranches mit zusammen 14.564 acres Landbesitz, stieg die Anzahl der Ranches bis 1900 auf 95 mit 2.195.000 acres Landbesitz. Hatte es 1900 noch ein Übergewicht der Schafzucht (142.000 Tiere) gegenüber der Rinderzucht (74.000 Tiere) gegeben, entwickelte sich das Pecos County in dem folgenden Jahrzehnt bis 1910 zu einem vor allem durch die Rinderzucht bestimmten County. Der landwirtschaftliche Zensus für 1910 zählte im County 109.000 Rinder und 61.000 Schafe – und das bei einer Gesamtbevölkerung des Countys von 2.071 Einwohnern.

## Demografische Daten

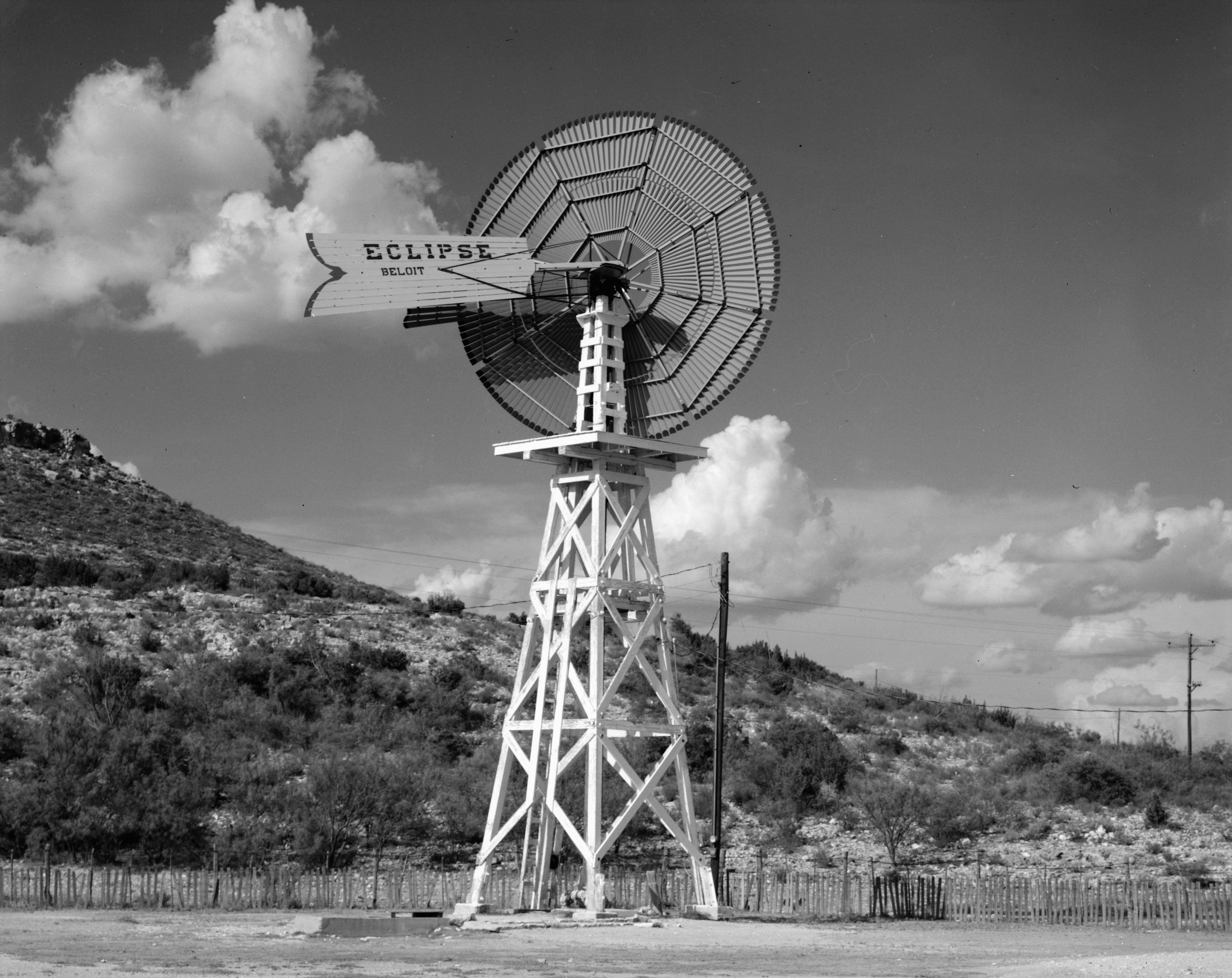
Die Canon Ranch Railroad Eclipse Windmill ist seit September 1977 im NRHP eingetragen.

Nach der Volkszählung im Jahr 2000 lebten im Pecos County 16.809 Menschen in 5.153 Haushalten und 4.029 Familien. Die Bevölkerungsdichte betrug 1 Einwohner pro Quadratkilometer. Ethnisch betrachtet setzte sich die Bevölkerung zusammen aus 75,85 Prozent Weißen, 4,39 Prozent Afroamerikanern, 0,42 Prozent amerikanischen Ureinwohnern, 0,51 Prozent Asiaten, 0,01 Prozent Bewohnern aus dem pazifischen Inselraum und 16,13 Prozent aus anderen ethnischen Gruppen; 2,69 Prozent stammten von zwei oder mehr Ethnien ab. 61,05 Prozent der Einwohner waren spanischer oder lateinamerikanischer Abstammung.
Von den 5.153 Haushalten hatten 41,0 Prozent Kinder oder Jugendliche, die mit ihnen zusammen lebten. 62,1 Prozent waren verheiratete, zusammenlebende Paare 11,6 Prozent waren allein erziehende Mütter und 21,8 Prozent waren keine Familien. 19,6 Prozent waren Singlehaushalte und in 8,1 Prozent lebten Menschen im Alter von 65 Jahren oder darüber. Die durchschnittliche Haushaltsgröße betrug 2,86 und die durchschnittliche Familiengröße betrug 3,29 Personen.
27,7 Prozent der Bevölkerung war unter 18 Jahre alt, 13,8 Prozent zwischen 18 und 24, 27,2 Prozent zwischen 25 und 44, 20,5 Prozent zwischen 45 und 64 und 10,8 Prozent waren 65 Jahre alt oder älter. Das Durchschnittsalter betrug 31 Jahre. Auf 100 weibliche Personen kamen 123,1 männliche Personen und auf 100 Frauen im Alter von 18 Jahren oder darüber kamen 132,1 Männer.
Das jährliche Durchschnittseinkommen eines Haushalts betrug 28.033 USD, das Durchschnittseinkommen einer Familie betrug 31.122 USD. Männer hatten ein Durchschnittseinkommen von 25.888 USD, Frauen 18.113 USD. Das Pro-Kopf-Einkommen betrug 12.212 USD. 18,1 Prozent der Familien und 20,4 Prozent der Einwohner lebten unterhalb der Armutsgrenze.

## Orte im Pecos County
Citys
| - Fort Stockton - Iraan |

Census-designated places (CDP)
| - Coyanosa - Imperial |

Unincorporated Communitys
| - Bakersfield - Girvin | - Sheffield |

Ghost Towns
| - Baldridge - Belding | - Buena Vista - Longfellow |

## Kultur und Sehenswürdigkeiten
Zwei Bezirke und eine Stätte im County sind im National Register of Historic Places („Nationales Verzeichnis historischer Orte“; NRHP) eingetragen (Stand 30. November 2021), zum einen die beiden Historic Districts („historische Bezirke“) Canon Ranch Archeological District und Fort Stockton Historic District, zum anderen die Stätte Canon Ranch Railroad Eclipse Windmill, bei der es sich um eine Windmühle handelt.